# (9486) Utemorrah
(9486) Utemorrah es un asteroide perteneciente al cinturón de asteroides descubierto el 24 de septiembre de 1960 por Cornelis Johannes van Houten en conjunto a su esposa también astrónoma Ingrid van Houten-Groeneveld y el astrónomo Tom Gehrels desde el Observatorio del Monte Palomar, Estados Unidos.

## Designación y nombre
Designado provisionalmente como  6130 P-L. Recibe su nombre de la poeta aborigen australiana Daisy Utemorrah (1922–1993), narradora de historias del Tiempo del Sueño en Kimberley: "Las palabras son mi arma y mi lanza".

## Características orbitales
Utemorrah está situado a una distancia media del Sol de 2,439 ua, pudiendo alejarse hasta 2,693 ua y acercarse hasta 2,186 ua. Su excentricidad es 0,104 y la inclinación orbital 4,227 grados. Emplea 1391,43 días en completar una órbita alrededor del Sol.

## Características físicas
La magnitud absoluta de Utemorrah es 14,94. Tiene 5,146 km de diámetro y su albedo se estima en 0,088.